# Karl Eskuchen
Karl Eskuchen (ur. 1885, zm. 1955) – niemiecki lekarz, praktykował w Monachium i Zwickau. Opublikował szereg istotnych prac na temat badania płynu mózgowo-rdzeniowego.

## Wybrane prace
- Die fünfte Reaktion (Gold-Reaktion). 1914
- Die Kolloidreaktionen des Liquor cerebrospinalis. 1918
- Der Liquor cerebrospinalis bei Encephalitis epidemica. 1922
- Die Bérielsche Orbitalpunktion Nebst Vergleichenden Untersuchungen Zwischen Lumbal- und Orbital-Liquor. 1922
- Die Punktion der Cisterna Cerebello-medullaris. 1923
- Die Desensibilisierende Behandlung der Pollenüberempfindlichkeit („Heufieber“). 1923
- Die Mastix-Reaktion: Einheitstechnik und Diagnostische Leistungsfähigkeit. 1923
- Die Diagnose des Spinalen Subarachnoidalblocks. 1924-1925
- Die Pathogenese des Asthma Bronchiale, Insbesondere Seine Beziehungen zur Anaphylaxie. 1926